# فيميليو فينك
فيميليو فينك (بالهولندية: Wimilio Vink)‏ (13 ديسمبر 1993 بتيل في هولندا - ) هو لاعب كرة قدم هولندي في مركز الوسط. شارك مع منتخب هولندا تحت 21 سنة لكرة القدم. أما مع النوادي، فقد لعب مع إف سي آيندهوفن وفيتيسه آرنهم وMVV Maastricht ‏.

## وصلات خارجية
- فيميليو فينك على موقع إي إس بي إن إف سي (الإنجليزية)
- فيميليو فينك على موقع قاعدة بيانات كرة القدم.إي يو (الإنجليزية)
- فيميليو فينك على موقع Soccerway.com (الإنجليزية)
- فيميليو فينك على موقع عالم كرة القدم.نت (الإنجليزية)